# Wsiewołodko
Wsiewołodko (zm. 1 lutego 1142) – książę grodzieński od 1127 z dynastii Rurykowiczów.
Był synem Dawida, księcia włodzimiersko-wołyńskiego. W 1116 poślubił Agafię, córkę Włodzimierza II Monomacha, wielkiego księcia kijowskiego. Z tego małżeństwa pochodzili:
- Borys, książę horodeński,
- Gleb, książę horodeński,
- Mścisław, zm. po 1183,
- nieznana z imienia córka, żona najpierw Włodzimierza, księcia czernihowskiego, a później Baszkorda, chana Połowców,
- nieznana z imienia córka, żona Jerzego, księcia turowskiego.